# گروه آوازی تهران
گروه آوازی تهران یا وکاپلا یک گروه کر آکاپلا است که فعالیت خود را به سرپرستی میلاد عمرانلو در زمستان ۱۳۸۴ آغاز نمود. این گروه شامل ۱۷خواننده در پنج بخش صدایی سوپرانو، آلتو، تِنور، باس و بیت باکس می‌باشد که هر بخش صدایی خود قابلیت تقسیم به دو زیر بخش را دارد. گروه آوازی تهران در اواخر سال ۱۳۸۵ سبک جدید خود را با الهام از گروه‌های اروپایی آغاز نمود و بدین ترتیب آغاز فصلی نو را در موسیقی آکاپلای ایران رقم زد. اولین کنسرت گروه به شیوهٔ جدید در مرداد ۱۳۸۶ در سالن رودکی برگزار گردید.

## فعالیت‌ها
- اجراهای متعدد در تالار وحدت از سال ۸۸ تا کنون[۴][۵]
- اجرا در بخش جنبی بیست و سومین،[۶] بیست و پنجمین[۷] و بیست و هفتمین[۸] جشنواره موسیقی فجر
- کنسرت خیریه به نفع کودکان بی سرپرست، تالار وحدت، تیرماه ۱۳۹۰[۹]
- انتشار دومین آلبوم گروه با نام وکاپلا ۲ (موسیقی فیلم ۱)، زمستان ۱۳۹۲[۱۰]
- کنسرت به رهبری پروفسور توماس کاپلین ، تالار وحدت مرداد ۱۳۹۴

## افتخارات
- کسب مقام اول شاخه آواز جمعی جشنواره موسیقی فجر ۱۳۸۷[۱۱]
- کسب مدال طلای بخش Mixed Choir و مدال نقره بخش فولک در مسابقات آسیایی کُر در کشور کره جنوبی، تیرماه ۱۳۸۸[۱۲][۱۳]
- کسب مدال نقره در بخش فولکلور و دو مدال برنز در بخش‌های پاپ و گروه‌های کر مجلسی در ششمین دوره مسابقات جهانی گروه‌های کُر در کشور چین، تیر۱۳۸۹[۱۴]
- کسب مقام دوم بخش موسیقی پاپ و برنده جایزه وی‍ژه انتخاب مردم در پنجاهمین دوره مسابقات بین‌المللی Seghizzi در کشور ایتالیا، تیرماه [۱۵]۱۳۹۰
- کسب دو مدال طلا در بخشهای فولکلور و گروه‌های کر مجلسی و یک مدال نقره در بخش پاپ از هشتمین دوره مسابقات جهانی گروه‌های کر در کشور لتونی تیرماه ۱۳۹۳[۱۶]

## آلبوم‌ها
1. وکاپلا ۱۳۹۰[۱۷]
2. وکاپلا۲ ۱۳۹۲[۱۰] با همراهی همایون شجریان به عنوان خواننده میهمان[۱۸]